# 三重県立特別支援学校北勢きらら学園
三重県立特別支援学校北勢きらら学園（みえけんりつ とくべつしえんがっこう ほくせいきららがくえん）は、三重県四日市市下海老町高松にある県立特別支援学校。身体障害のある児童生徒が学ぶ。

## 通学区域
- いなべ市
- 員弁郡
- 桑名市
- 桑名郡
- 三重郡
- 四日市市

## 交通
- 近鉄名古屋線、湯の山線、内部・八王子線近鉄四日市駅西口より2番乗り場三重交通バス44系統あがたハイツ行きにて終点あがたハイツ下車、徒歩約3分。
- 東名阪自動車道 四日市東ICより5分

## 設置学部
- 小学部
- 中学部
- 高等部

## 歴史
- 1997年（平成9年）4月 - 三重県立養護学校北勢きらら学園として開校。
- 2007年（平成19年）4月 - 三重県立特別支援学校北勢きらら学園に名称変更。